# 39.º Prêmio Jabuti
O 39º Prêmio Jabuti foi realizado em 1997, premiando obras literárias referentes a lançamentos de 1996.

## Prêmios
Os premiados foram:
- João Gilberto Noll, Fausto Wolff, Flávio Moreira da Costa e Luiz Alfredo Garcia Roza, Romance
- Marina Colasanti, Silviano Santiago e Antônio Carlos Villaça, Contos
- Waly Salomão, Thiago de Mello, Carlos Drummond de Andrade, Cecília Meireles e A. B. Mendes Cadaxa, Poesia
- Sidney Chalhoub, Marlyse Meyer, e Sérgio Buarque Holanda e Paulo Eduardo Arantes, Ensaio
- Décio Pignatari, Mário Pontes e Mário Laranjeira,  Tradução
- Ana Maria Machado, Lygia Bojunga Nunes e José Paulo Pais, Literatura Infantil/Juvenil
- Hilário Franco Junior, Milton Santos e Aziz Nacib Ab'Sáber, Ciências Humanas
- Oswaldo Paulo Forattini, Seizi Oga e Veronesi/Focaccia, Ciências Naturais e Medicina
- Vidossich/Furlan, Josif Frenkel e Amilcar Baiardi, Ciências Exatas, Tecnologia e Informática
- Roberto Campos, Francisco Gomes Matos e Bernardo Kucinski, Economia, Administração, Negócios e Direito
- Roger Mello, Helena Alexandrino e Mariana Massarani, Ilustração de Livro Infantil ou Juvenil
- Douglas Canjani (duas publ) e Vande Rotta Gomide, Capa
- Victor Burton, Alexandre Dorea Ribeiro e Marcos da Veiga Pereira, Produção Editorial
- Luciana Hidalgo, Marco Antônio Uchôa e José Arbex Junior/C. J. Tognolli, Reportagem
- Ruth Rocha/Anna Flora, G. Giovannetti/M. Lacerda, Jurandir L. S. Ross (org) e Maria Lúcia de Magalhães, Didático de 1o e 2o Grau

## Ver Também
- Prêmio Prometheus
- Os 100 livros Que mais Influenciaram a Humanidade
- Nobel de Literatura